# Рубиятмоко, Роберт
Роберт Рубиятмоко (индон. Robertus Rubiyatmoko; 10 октября 1963 года, Слеман, Индонезия) — католический прелат, шестой архиепископ Семаранга с 18 марта 2017 года.

## Биография
Окончил малую семинарию святого Петра Канизия в Мертоюдане. Затем изучал философию и богословие на папском факультете Ведабхакти университета Саната-Дхарма в Джокьякарте. 12 августа 1992 года рукоположён в священники для служения в архиепархии Семаранга. С 1992 года — викарий прихода Вознесения Девы Марии в Пакеме. В последующие годы: изучение канонического права в Григорианском университете в Риме, где получил докторскую степень по каноническому праву (1993—1997), преподаватель канонического права папском теологическом факультете Ведабхакти университета Саната-Дхарма в Джокьякарте, воспитатель в Высшей духовной семинарии Святого Павла в Джокьякарте (1998—2004), заместитель декана Папской семинарии университета Ведабхакти (2004—2011). С 2011 года — судебный викарий архиепархии Семаранга и преподаватель Высшей духовной семинарии Святого Павла.
18 марта 2017 года папа римский Франциск назначил его архиепископом Семаранга. 19 мая 2017 года состоялось его рукоположение в епископы, которое в связи с многочисленным стечением верующих совершилось на полигоне Бхаянгкара Индонезийской полицейской академии. Рукоположение совершил архиепископ Джакарты Игнатий Сухарио Харджоатмоджо в сослужении с епископом Бандунга Антоний Субианто Буньямином и епископом Маланга Генриком Пидьярто Гунаваном.
С ноября 2022 года — заместитель вице-президента Конференции католических епископов Индонезии.